# علي رضا حدادي فر
علي رضا حدادي فر (6 أغسطس 1987 بإيران - ) هو لاعب كرة قدم إيراني في مركز الوسط. لعب مع نادي ذوب آهن أصفهان.